# Georg von Boisman
Georg Tage Eugen von Boisman, (Umeå, Provincia de Västerbotten, 12 de agosto de 1910 - Älvestad, Provincia de Östergötland, 4 de abril de 1985) fue un noble sueco y militar. Compitió en los Juegos Olímpicos de Berlín 1936 en Pentatlón moderno y concluyó en décimo lugar.

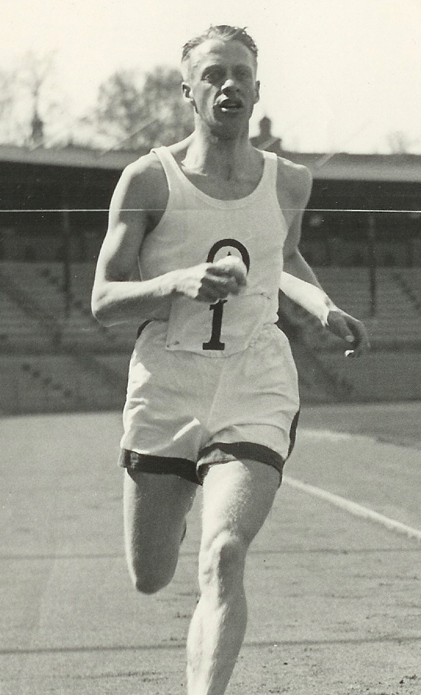
Berlín 1936

von Boisman alcanzó el rango de oficial en el regimiento "Livgrenadjärregementet" en 1932, de teniente en 1936 y de capitán en 1942. En el año 1945 es transferido hacia "Generalstabskåren" ("Cuerpo de Estado Mayor"), después de lo cual sirvió durante 1947–1950 en el regimiento "Livregementets grenadjärer". En el año 1950 es ascendido a mayor siendo destinado a la unidad de infantería "Svea livgarde", luego en el mismo año se convierte en profesor en la escuela de altos estudios militares "Krigshögskolan", donde continuó hasta 1954. Fue jefe del departamento de enseñanza en la Plana mayor (Arméstaben) durante 1954–1957, promovido a Teniente coronel en 1955. Sirvió durante 1957–1962 en el regimiento de "Västernorrland", desde 1958 como coronel y jefe del regimiento. Fue jefe de sección en la Plana mayor durante los años 1963–1968, así como jefe de sección e inspector del ejército en el área militar del sur "Södra militärområdet" durante 1968–1972. Se retiró de las Fuerzas Armadas en 1972 como coronel de primer grado.
Georg von Boisman fue elegido en 1956 como miembro de la Real Academia de Ciencias Bélicas (Kungliga Krigsvetenskapsakademien).